# Stálky
Stálky település Csehországban, a Znojmói járásban. Stálky Uherčice, Podhradí nad Dyjí, Starý Petřín, Šafov, Vratěnín, Langau és Drosendorf-Zissersdorf településekkel határos. Lakosainak száma 112 fő (2024. január 1.).

## Népesség
A település lakosságának változását az alábbi diagram mutatja:
| Lakosok száma | 523  | 476  | 493  | 226  | 190  | 129  | 134  | 121  | 108  | 112  |
|               | 1869 | 1900 | 1921 | 1961 | 1980 | 2011 | 2016 | 2019 | 2021 | 2024 |